# Needscamp
Needscamp is een plaats in de Zuid-Afrikaanse provincie Oost-Kaap.
Needscamp telt ongeveer 23.000 inwoners.